# Державні програми наукових досліджень України в Антарктиці

## Державна програма досліджень України в Антарктиці на 2011—2020 роки
3 листопада 2010 року Кабінет Міністрів України прийняв постанову № 1002 «Про затвердження Державної цільової науково-технічної програми проведення досліджень в Антарктиці на 2011—2020 роки».
Метою Програми є проведення фундаментальних та прикладних наукових досліджень в Антарктиці, забезпечення ефективного функціонування антарктичної станції «Академік Вернадський», виконання міжнародних зобов'язань України відповідно до Договору про Антарктику 1959 року та проведення науково обґрунтованої оцінки біологічного та мінерально-ресурсного потенціалу регіону.
Основними механізмами реалізації мети є комплексне вирішення взаємопов'язаних питань антарктичної діяльності України в 2011—2020 роках, яке здійснюється через: Виконання завдань та проектів наукових досліджень в Антарктиці за головними сучасними науково-дослідницькими напрямами, що охоплюють науки про Землю, науки про життя, фізичні науки і підтримані Міжнародним науковим комітетом з антарктичних досліджень (SCAR).

## Державна програма досліджень України в Антарктиці на 2002—2010 роки

Логотип Національного антарктичного наукового центру

Державна програма досліджень України в Антарктиці на 2002—2010 роки — державна програма досліджень України в Антарктиці на 2002—2010 роки, схвалена Кабінетом міністрів України розпорядженням № 422-р від 13 вересня 2001 року. Програма, розроблена Міністерством освіти і науки України, регламентує діяльність Національного антарктичного наукового центру, зокрема, станції «Академік Вернадський».

### Основні пункти
Згідно з програмою, основними завданнями українських антарктичних досліджень є:
- з'ясування характеру, якісних та кількісних характеристик антропогенних та природних впливів на зміни клімату навколишнього середовища;
- розробка концепцій, шляхів, засобів захисту навколишнього середовища від техногенних впливів та визначення стратегії держави при підписанні міжнародних угод з проблем клімату та екології;
- розробка, впровадження та випробування нових технологій енергозбереження;
- проведення постійного моніторингу гідрометеорологічної ситуації, озонового шару, магнітного поля та іоносфери Антарктичного регіону в рамках міжнародної Глобальної системи спостережень за змінами клімату планети;
- розробка нових методів дистанційного зондування для моніторингу стану газового та плазмового оточення Землі над Антарктидою;
- проведення постійного екологічного моніторингу відповідно до Конвенції про охорону природи Антарктики;
- розробка рекомендацій рибопромисловому комплексу України щодо освоєння біологічних ресурсів Антарктики, нових перспективних районів промислу, а також отримання постійної квоти на вилов риби і криля від Комісії зі збереження морських живих ресурсів Антарктики;
- забезпечення промислових суден прогнозом погоди для успішної навігації;
- проведення наукових досліджень, спрямованих на пошук найперспективніших ділянок нафти і газу в Антарктиді;
- розробка функціонально-діагностичних методів та адаптаційних технологій для забезпечення ефективної праці людини в екстремальних умовах Антарктики;
- розробка та впровадження нових технологій виробництва біологічно активних речовин з антарктичних гідробіонтів та виготовлення з них фармацевтичних препаратів та харчових добавок;
- розробка нових ефективних технологій та засобів проведення наукових досліджень;
- створення міжнародної інформаційної системи з метою ефективного опанування Антарктичним регіоном;
- проведення активної наукової та господарської співпраці з країнами Латинської Америки і, в першу чергу, з Аргентиною, Бразилією, Чилі.

### Результати виконання
Основні результати виконання програми за 2002—2010 роки:
- створено систематизований каталог первинних зразків, картографічних матеріалів та схем розрізів (профілів) геолого-геофізичного змісту з використанням супутникових даних, розроблений метод гравіметричної томографії, який дав змогу відобразити внутрішню структуру земних надр і виявити перспективні нафтогазові родовища (розрахункові запаси нафти в Антарктиці становлять 107 млрд тонн, природного газу — 15 трлн куб. метрів);
- проведено біоресурсні та океанографічні роботи під час морських експедицій на науково-дослідному судні «Ернст Кренкель», які сприяли поглибленню уявлення про морські екосистеми регіону і підтвердили перспективність атлантичної частини Антарктики для промислу криля і риби;
- вперше у світі сформульовано концепцію дослідження техногенного впливу на «електромагнітний клімат» Землі, розроблено метод довгострокового прогнозу погоди для Антарктичного півострова, антарктичну станцію «Академік Вернадський» включено до глобальної системи відстеження кліматичних змін;
- закладено поблизу антарктичної станції «Академік Вернадський» біогеографічний полігон на базі унікальної антарктичної ландшафтної оази, створено топографічну карту полігону, застосування комплексного підходу до вивчення антарктичної флори та фауни дало змогу отримати принципово нові дані про фітовіруси та ґрунтові мікробні ценози;
- вперше в Антарктиці на антарктичній станції «Академік Вернадський» впроваджено технологію з переробки твердих харчових відходів, результати медико-біологічних досліджень українських учених враховані під час розроблення медичних стандартів і створення міжнародної системи охорони здоров'я в Антарктиці.